# Nerea Sanfe
Nerea San Félix Palencia (Godella, 6 de febrer de 1992), més coneguda com a Nerea Sanfe, és una comunicadora i discjòquei valenciana.
Estudià Comunicació Audiovisual a la Universitat Jaume I i està present en xarxes socials com Instagram des del 2013, i des del 2017 a YouTube, formant part de la comunitat de youtubers valencians. Com a discjòquei utilitza el pseudònim de Nectarina DJ. Amb l'inici d'emissions d'À Punt formà part de l'equip d'À Punt Directe, juntament amb Carolina Ferre.
Des de 2019, és reportera de la secció «Catalunya on falla» del programa d'humor de TV3 Alguna pregunta més?. El 2024 es va incorporar al programa De carrer de La 2 Catalunya, juntament amb David Fernández.